# Cephise
Cephise es un género de mariposas de la familia Hesperiidae.

## Descripción
Especie tipo por designación original Eudamus cephise Herrich-Schäffer, 1869.

## Diversidad
Existen 12 especies reconocidas en el género, todas ellas tienen distribución neotropical.

## Plantas hospederas
Las especies del género Cephise se alimentan de plantas de las familias Combretaceae, Costaceae, Erythroxylaceae, Malpighiaceae y Rubiaceae. Las plantas hospederas reportadas se adscriben a los géneros Combretum, Terminalia, Costus, Erythroxylum, Banisteriopsis, Bunchosia, Byrsonima, Calycophyllum, Heteropterys, Hiraea, Mascagnia, Stigmaphyllon y Tetrapterys.